# Michael Flatley
Michael Flatley (* 16. července 1958 Detroit, Michigan, Spojené státy) je americký tanečník, choreograf a hudebník s irskými kořeny. Známým se stal zejména díky svým tanečním představením Riverdance, Lord of the Dance a Feet of Flames. Prostřednictvím nich atraktivním způsobem předvedl tolikrát neznámý tradiční irský tanec a hudbu, stal se celosvětovou celebritou a nejlépe placeným tanečníkem všech dob. Je držitelem několika rekordů v Guinnessově knize rekordů.

## Začátky a první úspěchy
Narodil se v Chicagu. Oba rodiče jsou Irové. S tancem začal už jako dvanáctiletý a už v roce 1975 se stal prvním neevropským vítězem Světového šampionátu v irských tancích. Zúčastnil se i celo-Irské flétnové soutěže, kterou dvakrát vyhrál. Irský tanec ho učil Dennis Dennehy na jeho Dennehy School of Irish Dance v Chicagu. Flatley si později otevřel i vlastní taneční školu.

## Kariéra před tanečními show
Praktické zkušenosti s vystupováním nasbíral při turné v letech 1978 a 1979 se souborem Green Fields of America a v roce 1980 s hudební skupinou Chieftains.

## Taneční show

### Riverdance
V roce 1993 organizátoři Velké ceny Eurovize, která se o rok později měla konat v irském Dublinu, hledali vhodné vyplnění přestávek v programu. Volba padla na prezentaci domácího umění. Flatleyho předešlé úspěchy, mistrovství a atraktivní styl tance přesvědčil irské organizátory, aby ho najali.
Flatley dostal volnou ruku pro vyplnění přibližně 7 minutového intervalu v programu, který se živě vysílal 30. dubna 1994. Tento pěvecko-hudebně-taneční vstup byl nazván Riverdance. Obsahoval krátkou pasáž irského lyrického zpěvu, frenetické bubnové pasáže a irský step. Právě ten byl trhákem a Flatley si s taneční partnerkou Jean Butler a ostatními tanečníky vysloužili "standing ovations" (potlesk ve stoje). Tento interval je dodnes označen jako nejúspěšnější v historii soutěže Eurovize.
Na základě tohoto úspěchu producenti John McColgan and Moya Doherty oslovili Flatleyho s požadavkem na spolupráci při tvorbě kompletní taneční show. Ta zahrnovala nejen irské tance, ale i flamenco, ruské tance či jazzový step. Flatley choreograficky kompletně zpracoval irskou část představení a nápady výrazně přispěl i do hudební a scénické části celé show.
První samostatné vystoupení kompletní show Riverdance se uskutečnilo již 9. února 1995, přičemž lístky na toto představení byly vyprodány již v listopadu 1994. Představení v dublinském Point Theatre pokračovala následujících 5 týdnů s Flatleym a Butler jako hlavními tanečníky. Všechna byla vyprodána. V červenci 1995 se ho v Londýně zúčastnili i členové královské rodiny.
Neshody v otázkách kontroly a uměleckých změn vyústily do odchodu Michaela Flatleyho z této show ke konci roku 1995. Nejprve ho nahradil Colin Dunne, později i jiní tanečníci.
Show však pokračovala dál a rozrostla se na tři soubory, působící na turné v různých částech světa. S malými změnami se Riverdance předvádí po celém světě dodnes a představení jsou většinou vyprodaná.
Od svého vzniku má Riverdance na kontě tisíce představení po celém světě a tři oficiální verze hudebních CD a DVD videonahrávek, jejichž prodeje se počítají v desítkách milionů. Na úspěch má vliv i skvělá hudba Billa Whelana.

### Lord of the Dance a Feet of Flames
Po odchodu z Riverdance Flatley oslovil více producentů a pro budoucí projekty si prosadil podstatně větší svobodu kontroly nad chodem celého představení. Flatley zejména cítil, že show tohoto typu potřebuje větší prostory a pompéznější charakter. Riverdance byl komornější, koncertnejší typ představení.
Následující představení pojmenoval Lord of the Dance (LOTD / pán tance) a postavil ho celé pouze na irském tanci, stepu a zpěvu. Celkové vyznění této show je oproti Riverdance mnohem kompaktnější, lyričtější, poetičtější a zároveň atraktivnější. Je postaveno na využití většího prostoru, hry světel, atraktivnějších kostýmů, divadelnosti.
Celým představením se táhne náznak příběhu o boji dobra se zlem, čistá láska vs. žádostivost, je tam úkol malé víly s magickou píšťalkou ... I toto dělá představení srozumitelným nejen pro dospělé, ale i dětského diváka.
Premiéra LOTD se uskutečnila 27. června 1996. Prakticky všechna představení byla vyprodána. A to i přes fakt, že již nebyly předváděny v malých prostorách divadel, ale v obrovských arénách a na stadionech. V listopadu 1997 se show rozrostla (podobně jako u Riverdance) na několik samostatných souborů a každý vystupoval v jiné části světa.
Po dvou letech na turné Flatley tuto show přetvořil, rozšířil a zdokonalil. Změnila se na Feet of Flames (FOF / plamenné nohy). Aranžmá, kostýmy i celé vyznění představení bylo ještě více pompéznější, dravější, velkolepější. Na představení v londýnském Hyde parku přidal taneční číslo, ve kterém na 55 metrů široké vícepodlažní scéně stepovalo v přesném rytmu téměř 100 tanečníků. Taneční číslo, kde stepuje a capella (bez hudby), a také jiné, kde sólově hraje na flétnu, už jen podtrhly mistrovství autora.
Stejně jako u Riverdance, nejen prodeje lístků na vystoupení, i prodeje CD (Hudba Ronana Hardimana) a DVD obou show byly fenomenální.
Všechny tři show a autorské honoráře udělaly z Michaela Flatleyho nejlépe vydělávajícího tanečníka všech dob, což mu vyneslo další zápis do Guinnessovy knihy rekordů.

### Celtic Tiger
Kvůli zdravotním problémům se Michael mezi lety 2000-2004 stáhl do pozadí, avšak již v roce 2005 ohlašoval novou show.
Tou se v červenci 2005 stal Keltský Tygr. Její název byl inspirován ekonomickým a kulturním úspěchem Irska. Příběh show byl zároveň diametrálně odlišný od LOTD nebo FOF, ilustruje historický příběh irského národa, boj za svobodu, obrození, chudobu, vítězství. Tato show se však nikdy nedočkala takového úspěchu jako její předchůdci.
Podzimní a zimní turné v roce 2006 bylo zrušeno.

## Návrat na pódia
Na pódium se jako tanečník vracel od té doby jen sporadicky, případně se objevil jako host v nějakém programu.
Plný návrat nastal v roce 2010, kdy se poprvé jako divák zúčastnil jednoho z představení Lord of the Dance.
Sám Michael o tomto momentě říká:

Již po prvním čísle jsem cítil neklid, ta atmosféra mě úplně uchvátila, nedokázal jsem v klidu sedět, šili se mnou všichni čerti a na konci představení jsem aplaudovat stejně nadšeně, jak jiní diváci. Uvědomil jsem si, co ta show pro mě znamená, že moje místo je tam, na pódiu. I Niamh (Michaelova manželka) mi řekla, že se mám vrátit. Proto jsem ihned zavolal produkci a oznámil, že jestli se to dá zařídit, že chci tančit.

Na turné v roce 2010 tančil opět v Lord of the Dance na turné po Tchaj-wanu, v Anglii, Irsku, Německu,
Švýcarsku a Rakousku. Z představení se zároveň vyhotovil 3D videozáznam. Pro toto turné byly vytvořeny speciálně kostýmy, masky, světelná technika, pyrotechnická show a další atributy.

## Osobní život
V roce 1986 se oženil s Beatou Dziąba, polskou maskérkou. Rozvedli se o 11 let později.
V roce 2003 ho realitní agentka Tyna Marie Robertsonová obvinila ze znásilnění v hotelu v Las Vegas v roce 2002. V následném soudním procesu byla prokázána Flatleyho nevina a Robertsonové byl soudem uložen příkaz zaplatit odškodnění ve výši 11 milionů dolarů za vydírání a pomluvy.
V dubnu 2006 přiznal, že mu byla diagnostikována rakovina kůže, ale zároveň dodal, že léčba byla úspěšná a je zcela zdráv.

14. října 2006 si vzal za ženu dlouholetou taneční partnerku Niahm O'Brien, která s ním tančila od první show LOTD.
26. dubna 2007 se jim narodil syn, Michael St. James Flatley.

## Rekordy, úspěchy a jiná ocenění
- Je držitelem několika zápisů v Guinnessově knize rekordů.[5]
  - Jako stepař s největším počtem step úderů za sekundu
    - 28 úderů se sekundu, 9. květen 1989
    - 35 úderů za sekundu, 26. únor 1998

  - Jako nejlépe vydělávající tanečník v letech 1999 i 2000, 1,6 milionu dolarů za týden.[6]
  - Jako tanečník s nohama pojištěnýma na nejvyšší částku - 40 milionů dolarů.
- 1988 získal ocenění National Heritage Fellowship za výjimečný přínos v oblasti tradičních umění.
- 1991 Národní zeměpisná společnost (National Geographic Society) ho označila za "Living Treasures" (žijící poklad) díky výjimečnému mistrovství v tradičních uměních. Dodnes je nejmladším držitelem tohoto titulu.
- 2000 investoval miliony do renovace historicky cenné budovy z 18. století Castle Hyde v hrabství Cork, i když byla ve stavu, kdy by bylo jednodušší ji zbourat a postavit novou.[7]
- 2010 - představení Lord of the Dance v Budapešti bylo navzdory 100 tisícové kapacitě publika vyprodané.
- 2011 vydal hudební album On A Different Note. Obsahuje 25 skladeb, většinou jeho hry na příčnou flétnu, včetně nahrávek z živých vystoupení.[8]

Své úspěchy zdůvodnil takto:
| „                 | Od doby, co jsem nastoupil cestu za svým snem, naučil jsem se nejdůležitější věc: Nesmíte poslouchat škarohlídy. Jsou všude. Jsou úplně všude. A čím více lidí mi řeklo, že se to či ono nedá udělat, tím blíže jsem byl k přesvědčení, že uspěju. | “ |
| — Michael Flatley | |   |